# Евгений Арбенин
Евгений Александрович Арбенин — персонаж драм М. Ю. Лермонтова «Маскарад» и «Арбенин». Фамилию своего героя Лермонтов взял из своей юношеской драмы «Странный человек». Имя героя заставляло читателя вспомнить Евгения Онегина.

## Биография
Арбенин «всё перечувствовал, всё понял, всё узнал», «был ветрен и трудился». Встретив однажды прекрасную Нину, он «воскрес для жизни и добра» и полюбил её, однако, будучи неразрывно связанным с окружающим его обществом, Арбенин легко верит сплетням Шприха и отравляет невинную жену, после чего, не выдержав превращения из высокой натуры в заурядного убийцу, сходит с ума.

## Интересные факты
- В первой редакции драмы Арбенин не сходил с ума. Лермонтов добавил наказание Арбенину по требованию цензуры.
- В конце первой постановки драмы «Маскарад» в Александринском театре Арбенин закалывал себя кинжалом[3].

## Исполнители роли Арбенина
- Каратыгин, Василий Андреевич[3][4] (1805—1879) — Александринский театр
- Самарин, Иван Васильевич (1817—1885) — Малый театр
- Аграмов, Михаил Васильевич — Александринский театр
- Писарев, Модест Иванович (1844—1905) — Пушкинский театр Бренко
- Ленский, Александр Павлович (1847—1908)
- Адамян, Петрос Иеронимович (1849—1891)
- Оболенский, Павел Дмитриевич (1851—1910)
- Юрьев, Юрий Михайлович[5] (1872—1948) — Александринский театр
- Васильев, Георгий Михайлович (1924) — Пензенский областной драматический театр
- Мордвинов, Николай Дмитриевич (1901—1966) — Фильм «Маскарад» (1941); Театр имени Моссовета (с 22 февраля 1964).
- Царев, Михаил Иванович (1903—1987) Малый театр 1961 год
- Куликовский, Михаил Алексеевич (1906—1996) — Иркутский драматический театр, Краснодарский академический театр драмы
- Толубеев, Андрей Юрьевич (1945—2008) — БДТ
- Авилов, Виктор Васильевич (1953—2004) — Фильм «Маскарад» (1990)
- Князев, Евгений Владимирович — Московский театр им. Вахтангова
- Клюев, Борис Владимирович (1944—2020) — Малый театр
- Алексеев, Олег Викторович (с 1993) — НЭТ (г. Волгоград)